# ماتي يرفينن
ماتي يرفينن (بالفنلندية: Matti Järvinen)‏ هو لاعب هوكي الجليد فنلندي، ولد في 14 أكتوبر 1989 في لندن في المملكة المتحدة.

## وصلات خارجية
- ماتي يرفينن على موقع EliteProspects.com (الإنجليزية)
- ماتي يرفينن على موقع Eurohockey.com (الإنجليزية)
- ماتي يرفينن على موقع HockeyDB.com (الإنجليزية)